# Callochiton neocaledonicus
Callochiton neocaledonicus är en blötdjursart som beskrevs av Kaas och Van Belle 1990. Callochiton neocaledonicus ingår i släktet Callochiton och familjen Ischnochitonidae.
Artens utbredningsområde är Nya Kaledonien. Inga underarter finns listade i Catalogue of Life.